# Красный Барон (фильм)
«Красный Баро́н» (нем. Der Rote Baron) — немецкий биографический фильм (2008) года, повествующий о жизни лётчика Первой мировой войны барона Манфреда фон Рихтгофена.

## Сюжет
В основу сюжета фильма легли реальные факты из истории Первой мировой войны и жизни барона Манфреда фон Рихтгофена. Действие разворачивается в 1914—1918 годах. Фильм показывает, как война превратила Рихтгофена из молодого наглого паренька в серьёзного мужчину, как изменилось его мнение о войне — от всего лишь весёлой игры до её истинного лица — бессмысленной, кровавой мясорубки.

## В ролях
- Маттиас Швайгхёфер — Манфред фон Рихтгофен
- Фолькер Брух — Лотар фон Рихтгофен
- Лена Хиди — медсестра Кейт
- Тиль Швайгер — Вернер Фосс
- Джозеф Файнс — Рой Браун
- Юли Энгельбрехт — Ильза

## Награды
Фильм получил две номинации на «Undine Awards» в Австрии:
- «Лучший молодой актёр второго плана в художественном фильме» (нем. «Bester jugendlicher Nebendarsteller in einem Kinospielfilm») — Тино Мевес
- «Лучший молодой актёр в художественном фильме» (нем. «Bester jugendlicher Hauptdarsteller in einem Kinospielfilm») — Маттиас Швайгхефер

## Кассовые сборы
В Германии фильм собрал 2,58 млн $, в Чехии — 27 тыс. $, в Австрии — 128 тыс. $. В США фильм собрал 20,9 млн $, а общие сборы в мире составили 68,3 млн $.